# Albert
Albert ist ein männlicher Vorname und Familienname.

## Herkunft und Bedeutung
Der Name ist eine Form des Namens Adalbert und setzt sich aus den althochdeutschen Wörtern für edel und berühmt zusammen. Die Form ist in dieser Schreibweise, neben ihrer ursprünglichen Präsenz im deutschen Sprachraum, vor allem im englischen, französischen und polnischen Sprachraum populär und auch als Familienname gebräuchlich.
Sinnverwandt ist der Name auch mit Albrecht; tatsächlich werden bis in das 16. Jahrhundert die beiden Formen auswechselbar verwendet. Im westslawischen Sprachraum war zudem die Abwandlung Olbracht geläufig.

## Verbreitung
Der Name befindet sich in den USA seit 1880 dauerhaft in den Top-600. Bis 1933 lag er in den Top-30, danach ließ seine Popularität nach. Seit 1967 ist er nicht mehr in den Top-100. Im Jahr 2023 lag er auf Rang 590. In Kanada lag der Name von 1920 bis Mitte der 1960er Jahre in den Top-100 der Vornamenscharts, jedoch mit einer fallenden Tendenz. Der Name kommt in Armenien seit 2007 fast jedes Jahr in den Top-50 vor.
In England und Wales befindet sich der Name seit 1996 stets in den Top-300 und seit 2013 sogar in den Top-100. Im Jahr 2023 belegte er Rang 55. Der Name kommt in Schottland seit 1974 fast jedes Jahr in den Hitlisten vor, jedoch in einer geringen Anzahl. Auch in Nordirland wird der Name seit 2009 jährlich vergeben. In Irland wird der Name seit 1964 regelmäßig vergeben, er gilt aber als mäßig beliebt.
Albert war in Frankreich von 1900 bis 1940 dauerhaft in den Top-30, seine Beliebtheit ging danach stetig bis zu den 1980er Jahren zurück, als er nur noch um den 500. Rang lag. In den Niederlanden wird Albert seit 1930 alljährlich bei der Namenswahl berücksichtigt. Der Name lag bis 1960 dauerhaft in den Top-30 und bis 1986 in den Top-100. Seine Popularität sank danach stetig. Von 1930 bis 2023 wurden rund 40.300 Jungen so genannt. Der Name befindet sich in Belgien seit 1996 regelmäßig in den Hitlisten. Er ist jedoch nur mäßig populär. Der Name befand sich in Spanien von 2002 bis 2004 in den Top-100 der Hitlisten. In Katalonien war der Name besonders um die Jahrtausendwende beliebt, er belegte im Jahr 2000 Rang 11, seitdem lässt seine Popularität nach. Im Jahr 2023 lag er nur noch auf Rang 100.
In den skandinavischen Ländern Dänemark, Norwegen und Schweden zählt er zu den verbreiteten Namen. In Norwegen lag er im Jahr 2021 auf Rang 52. Besonders in Dänemark wurde der Name zwischen der Jahrtausendwende und dem Jahr 2020 häufig vergeben.
Der Name kommt in Tschechien seit 1935 fast jährlich in den Top-200 vor. Seit 1998 hat er sich in den Top-100 etabliert. In Polen ist Albert ein beliebter Vorname, der sich seit der Jahrtausendwende fast jährlich in den Top-100 befindet. In den letzten 10 Jahren wurden etwa 2.000 Jungen so genannt. Seine Vergabe ist auch in Liechtenstein, Slowenien und Ungarn nachgewiesen.
Albert ist in Deutschland ein geläufiger Name, der seit über hundert Jahren alljährlich in der Namensgebung auftaucht. Besonders beliebt war er den 1890er und 1900er Jahren, damals lag der Name in den Top-30 der Hitlisten. Seine Beliebtheit hielt bis Ende der 1950er Jahre an, danach ließ seine Popularität nach. In den letzten 10 Jahren wurde der Name etwa 2.400 Mal vergeben. Der Name kommt in der Schweiz seit 1930 jährlich in den Vornamenscharts vor. Von 1930 bis 1963 lag er stets in den Top-100, bis 1942 sogar in den Top-30. Danach ging seine Beliebtheit langsam zurück. Von 1930 bis 2023 wurde der Name circa 7.200 Mal gewählt. In Österreich wird der Name seit 1984 jährlich bei der Namenswahl berücksichtigt. Er gilt als geläufiger Vorname, der seit dem Jahr 2010 wieder häufiger vergeben wird.

## Varianten

### Vorname
- männlich: Albertas (litauische Form), Albertus (lateinische Form), Alberto
- Adalbert
- weiblich: Alberta, Albertine

### Familienname
- Aber (deutsch)
- Aalberts (niederländisch, deutsch)
- Alberty (deutsch)

## Namenstage
- 15. November – Albertus Magnus, Kirchenlehrer, Philosoph und Naturwissenschaftler

sowie
- 8. Januar – Albert von Cashel († zwischen 700 und 800 in Regensburg, auch Albert von Regensburg), möglicherweise legendärer Heiliger aus England,
- 4. Juli – Albert Quadrelli
- 7. August – Albert von Trapani, Karmelit in Sizilien
- 17. September – Albert von Jerusalem, lateinischer Patriarch von Jerusalem bis 1214
- 24. November, 14. September (katholisch) – Albert von Lüttich
- 26. November – Albert (Adalbert) von Oberaltaich, Benediktiner
- 25. Dezember – Albert (Adam) Chmielowski

## Namensträger

### Vorname oder einziger Name

#### Albert

##### Weltliche Würdenträger
- Albert (≈ 1300/10–1366/75), Herzog des Oppelner Teilherzogtums Strehlitz
- Albert (1828–1902), König von Sachsen
- Albert (1798–1869), Fürst von Schwarzburg-Rudolstadt
- Albert von Sachsen-Altenburg (1843–1902), Prinz von Sachsen-Altenburg, preußischer General der Kavallerie, russischer General
- Albert von Sachsen-Coburg und Gotha (1819–1861), Gemahl der Königin Victoria von Großbritannien
- Albert Anton (1641–1710), Graf von Schwarzburg-Rudolstadt
- Albert Friedrich von Anhalt-Dessau (1750–1811), Prinz von Anhalt-Dessau
- Albert Kasimir von Sachsen-Teschen (1738–1822), sächsischer Herzog und Kunstmäzen
- Albert I. (≈1240–1304), Graf von Görz und Tirol
- Albert I. (1875–1934), König der Belgier
- Albert I. (1848–1922), monegassischer Fürst
- Albert I. († vor 1011), Graf von Namur
- Albert I. von Bogen († 1100), Graf von Bogen
- Albert II. von Bogen († 1146), Graf von Bogen
- Albert II. (* 1934), König der Belgier
- Albert II. (* 1958), monegassischer Fürst
- Albert II. († ≈1063), Graf von Namur
- Albert II. von Störmede († ≈1290), Truchsess der Herren von Lippe und Marschall von Westfalen
- Albert III. von Bogen (1165–1197), Graf von Bogen
- Albert III. († ≈1365), Graf von Görz
- Albert III. († 1102), Graf von Namur
- Albert III. (1180–1253), Graf von Tirol
- Albert IV. († 1495), baierischer Herzog
- Albert IV. (fl. ≈1333), Graf von Görz-Istrien
- Albert IV. de La Tour-du-Pin († 1269), Baron de La Tour, Seigneur de Coligny-le-Neuf, Bruder von Humbert I. (Viennois)
- Albert IV. von Bogen († 1242), Graf von Bogen, Vogt des Klosters Oberaltaich, Richter in Viechtach, verheiratet mit Richza von Dillingen

##### Kirchliche Würdenträger
- Albert, erster Abt des Klosters Bredelar
- Albert († 1252), Bischof von Chiemsee
- Albert, Gegenpapst im Jahre 1102, siehe Albertus (Gegenpapst)
- Albert (Propst) († 1159), Propst des Marienstifts in Aachen
- Albert I. von Harthausen (1158–1184), Bischof von Freising
- Albert II. (≈1359–1395), Erzbischof von Bremen
- Albert II. Krummendiek (1417/18–1489), Bischof
- Albert II. von Sachsen-Wittenberg (~1285–1342), Fürstbischof des Bistums Passau
- Albert II. von Hohenberg (≈1303–1359), Bischof und Graf
- Albert III. Keuslin (1591–1657), Abt des Stiftes St. Peter in Salzburg
- Albert III. von Stauffenberg († 1421), Bischof von Regensburg und Fürstbischof des Hochstiftes Regensburg
- Albert III. von Winkel († 1380), Bischof von Passau
- Albert IV. Nagnzaun (1777–1856), Abt des Stiftes Sankt Peter
- Albert IV. von Everstein (1226–1260), Domherr in Hildesheim, Propst im Kreuzstift Hildesheim
- Albert von Anfeld († 1344), Abt von Ebrach
- Albert von Arnstein († 1294), Domherr von Magdeburg und Elekt von Brandenburg
- Albert von Augsburg, Augsburger Benediktiner
- Albert von Brescia OP, lateinisch Albertus de Brixia († 1314), italienischer Dominikaner
- Albert I. von Enn († 1336), Bischof von Brixen
- Albert II. von Enn, Bischof von Brixen
- Albert von Jerusalem († 1214), katholischer Bischof und Heiliger
- Albert von Köln (lat. Albertus de Colonia; † 1525), Abt des Klosters Grafschaft
- Albert von Stade († ≈1264), Abt des Marienklosters zu Stade
- Albert von Straßburg († n. 1378), deutscher Geistlicher und Chronist
- Albert von Toerring-Stein (1578–1649), Bischof von Regensburg
- Albert Hoch († 1720), deutscher Stiftspropst von Heidenfeld
- Albert Suerbeer († 1273), Erzbischof von Riga

##### Vorname

###### A
- Albert Anker (1831–1910), Schweizer Maler und Graphiker

###### B
- Albert Barillé (1920–2009), französischer Trickfilmzeichner
- Albert Bassermann (1867–1952), deutscher Schauspieler
- Albert Bodmer (1893–1990), Schweizer Stadtplaner
- Albert Bodmer (* ≈1940), Schweizer Badmintonspieler
- Albert Brehme (1903–1971), deutscher Bobfahrer
- Albert R. Broccoli (1909–1996), US-amerikanischer Filmproduzent
- Albert Broschek (1858–1925), deutscher Buch- und Zeitungsverleger
- Albert Broschek (1906–1953), deutscher Rennfahrer
- Albert de Brudzewo (1445–1497), polnischer Astronom und Mathematiker
- Albert Brülls (1937–2004), deutscher Fußballspieler
- Albert Büchi (1864–1930), Schweizer Historiker
- Albert Büchi (1907–1988), Schweizer Radrennfahrer

###### C
- Albert Camus (1913–1960), französischer Schriftsteller und Philosoph
- Albert Cozza (1910–1983), deutscher Fußballspieler
- Albert Cramer (1943–2012), deutscher Unternehmer
- Albert Czyborra (1880–1958), deutscher Rektor, Schulrat und Autor

###### D
- Albert Debille (1910–1997), französischer Automobilrennfahrer
- Albert Dietrich (1829–1908), Deutscher Komponist und Dirigent
- Albert de Dion (1856–1946), französischer Automobilpionier
- Albert Divo (1895–1966), französischer Automobilrennfahrer
- Albert Ducrocq (1921–2001), französischer Raumfahrt-Professor und Kybernetiker

###### E
- Albert Ebossé Bodjongo (1989–2014), kamerunischer Fußballnationalspieler
- Albert Einstein (1879–1955), deutscher Physiker
- Albert Espinosa (* 1973), katalanischer Ingenieur, Autor und Regisseur

###### F
- Albert Frick (* 1948), liechtensteinischer Politiker (FBP)
- Albert Frick (* 1949), liechtensteinischer Skirennläufer
- Albert Philipp Frick (1733–1789), deutscher Jurist und Hochschullehrer
- Albert Fritz (1947–2019), deutscher Radrennfahrer

###### G
- Albert Auguste Gicquel des Touches (1818–1901), französischer Marineoffizier und Politiker

###### H
- Albert „Tootie“ Heath (1935–2024), amerikanischer Jazzschlagzeuger
- Albert Hammond (* 1944), britischer Sänger und Musikproduzent
- Albert Herrmann (1866–1927), deutscher Opernintendant und Filmschaffender der Stummfilmzeit
- Albert Herzfeld (1865–1943), deutscher Maler und Autor
- Albert Höfer (1802–1857), schwäbischer katholischer Pfarrer und Komponist
- Albert Höfer (1812–1883), deutscher Sprachforscher
- Albert Höfer (1932–2022), österreichischer Universitätsprofessor, Gestaltpädagoge, Priester, Theologe und Psychotherapeut
- Albert Hoffmann (≈1858–1894), deutscher Journalist und Redakteur
- Albert Hoffmann (1907–1972), deutscher Kaufmann und Politiker (NSDAP), MdR
- Albert Hoffmann (* 1945), österreichischer Maler
- Albert Hoffmann (* 1955), südafrikanischer Jurist
- Albert Hofmann (1859–1926), deutscher Architekt
- Albert Hofmann (1906–2008), Schweizer Chemiker
- Albert Josef Hofmann (1933–2018), Schweizer Physiker
- Albert von Hofmann (1867–1940), deutscher Historiker

###### J
- Albert de Jong (1891–1970), niederländischer Autor und Anarchosyndikalist

###### K
- Albert Kahn (1869–1942), US-amerikanischer Architekt
- Albert Klotz (1911–1998), deutscher Mediziner, Generalstabsarzt der Bundeswehr

###### L
- Albert Lang (1825–1903), deutscher Orgelbauer
- Albert Lang (1847–1933), deutscher Maler und Grafiker
- Albert Lang (1890–1973), deutscher römisch-katholischer Theologe und Hochschullehrer
- Albert Lange (1891–1945), deutscher Architekt und Verbandsdirektor
- Albert de Lange (* 1952), niederländisch-deutscher evangelischer Theologe und Kirchenhistoriker
- Albert Langen (1869–1909), deutscher Verleger, Gründer des Simplicissimus
- Albert Leibenguth, deutscher Poolbillardspieler
- Albert von Liebenau (1799–1871), deutscher Offizier, preußischer Generalmajor
- Albert Limbach (1838–1898), deutscher Schriftsetzer, Verleger und  Herausgeber
- Albert Lohner (1809–1854), Schweizer Unternehmer und Politiker, Nationalrat
- Albert Löhner (1948–2021), deutscher Jurist und Politiker, Landrat und Bürgermeister
- Albert Lortzing (1801–1851), deutscher Komponist
- Albert Lücke (1829–1894), deutscher Chirurg und Hochschullehrer

###### M
- Albert Mähl (1893–1970), deutscher Schriftsteller
- Albert Maier (1873–1961), deutscher Lehrer
- Albert Maier (* 1948), deutscher Kunst- und Antiquitätenhändler
- Albert Malbert (1914–1972), französischer Filmschauspieler
- Albert Mangelsdorff (1928–2005), deutscher Jazz-Posaunist
- Albert Mannheimer (1913–1972), US-amerikanischer Drehbuchautor, Journalist und Kritiker
- Albert Mansfeld (1901–1995), deutscher Oberschulrat und Politiker
- Albert Memmi (1920–2020), tunesisch-französischer Schriftsteller und Soziologe
- Albert Abraham Michelson (1852–1931), US-amerikanischer Physiker
- Albert Mohr (1929–2005), deutscher Skilangläufer
- Albert Moll (1817–1895), deutscher Arzt und Medizinhistoriker
- Albert Moll (1862–1939), deutscher Psychiater und Sexualwissenschaftler
- Albert Mühlig-Hofmann (1886–1980), deutscher Politiker

###### N
- Albert Neubert (1862–1947), deutscher Buch-, Kunsthändler und Verleger
- Albert Neuhaus (1873–1948), Jurist und Politiker (DNVP), Reichswirtschaftsminister
- Albert Neuhauser (1832–1901), österreichischer Glasmaler
- Albert Neukirch (1884–1963), deutscher Historiker und Museumsdirektor

###### 0
- Albert Oberhofer (1925–2016), österreichischer Ingenieur, Betriebswirt und Hochschullehrer
- Albert Oppenheimer (1814–1897), deutscher Bankier
- Albert Orth (1835–1915), deutscher Bodenkundler und Ackerbauwissenschaftler
- Albert Osswald (1919–1996), deutscher Politiker (SPD), Ministerpräsident von Hessen

###### P
- Albert Preuß (1864–1934), deutscher Sportschütze

###### R
- Albert Rosellini (1910–2011), US-amerikanischer Politiker
- Albert Roder (1896–1970), deutscher Konstrukteur
- Albert Rösti (1967), Schweizer Politiker
- Albert Roussin (1821–1896), französischer Marineoffizier und Politiker
- Albert von Rütte (1825–1903), Schweizer Biologe und evangelischer Pfarrer

###### S
- Albert Schneider (1833–1910), deutscher Eisenbahnmanager
- Albert Schneider (1836–1904), Schweizer Rechtswissenschaftler und Romanist
- Albert Schneider (1897–1986), kanadischer Boxer
- Albert Schneider (1900–1936), deutscher Motorradrennfahrer
- Albert Schoop (1919–1998), Schweizer Kunst- und Literaturhistoriker
- Albert Schuster (Christian Friedrich Albert Schuster; 1821 – nach 1903), deutscher Lehrer und Autor
- Albert Schuster (* 1894; † unbekannt), deutscher Motorradrennfahrer
- Albert Schweitzer (1875–1965), deutsch-französischer Arzt, evangelischer Theologe, Organist, Philosoph und Pazifist
- Albert Sing (1917–2008), deutscher Fußballspieler und -trainer
- Albert Keith Smiley (1828–1912), US-amerikanischer Quäker, Pädagoge und Philanthrop
- Albert von Soest (1588), deutscher Holzschnitzer
- Albert Sosnowski (* 1979), polnischer Boxer
- Albert Speer (1905–1981), deutscher Architekt, NS-Funktionär und Politiker
- Albert Speer (1934–2017), deutscher Architekt

###### T
- Albert von Thurn und Taxis (* 1983), deutscher Unternehmer und Rennfahrer

###### U
- Albert Uderzo (1927–2020), französischer Comiczeichner

###### V
- Albert von Vechelde (1427–1505), Braunschweiger Bürgermeister
- Albert Vietor (1922–1984), deutscher Wirtschaftsmanager

###### W
- Albert Wattenberg (1917–2007), US-amerikanischer Kernphysiker, Hochschullehrer
- Albert Wenk (1863–1934), deutscher Maler und Marinemaler
- Albert Werkmüller (1879–1914), deutscher Leichtathlet, Fußballspieler und Turner
- Albert West (1949–2015), niederländischer Popsänger und Musikproduzent
- Albert Wieder (* 1981), österreichischer Tubist, Komponist, Arrangeur und Hochschullehrer

###### Y
- Albert Young (1877–1940),  US-amerikanischer Boxer

###### Z
- Albert Zweifel (* 1949), Schweizer Radrennfahrer

##### Weitere Bedeutungen
- Albert, Versuchstiere in der Anfangszeit der Raumfahrt
- Albert, der Krater ist nach diesem Vornamen benannt

#### Alberto

##### A
- Alberto Acosta Espinosa (* 1948), ecuadorianischer Wirtschaftswissenschaftler und Politiker
- Alberto Joshimar Acosta (* 1988), mexikanischer Fußballspieler
- Alberto Aguirrezabalaga (* 1988), spanischer Handballspieler
- Alberto Alberti († 1445), italienischer Geistlicher, Erzbischof von Camerino
- Alberto Alberti (1931/32–2006), italienischer Musikproduzent
- Alberto Aparicio (1923–?), bolivianischer Fußballspieler
- Alberto Aquilani (* 1984), italienischer Fußballspieler
- Alberto Ascari (1918–1955), italienischer Automobil- und Motorradrennfahrer

##### B
- Alberto Barberis (1887–1920), italienischer Fußballspieler und Jurist
- Alberto Beltrán (1923–2002), mexikanischer Grafiker und Illustrator
- Alberto Beltrán (1924–1997), dominikanischer Sänger
- Alberto Bertuccelli (1924–2002), italienischer Fußballspieler
- Alberto Bigon (* 1984), italienischer Fußballspieler und -trainer

##### C
- Alberto Castillo (1914–2002), argentinischer Künstler
- Alberto Cerqui (* 1992), italienischer Automobilrennfahrer
- Alberto Cerri (* 1996), italienischer Fußballspieler
- Alberto Colombo (1888–1954), US-amerikanischer Dirigent und Filmkomponist
- Alberto Colombo (1946–2024), italienischer Automobilrennfahrer
- Pio Alberto del Corona (1837–1912), italienischer Bischof
- Alberto Costa (1873–1950), italienischer Bischof und Erzbischof
- Alberto Bernardes Costa (* 1947), portugiesischer Jurist und Politiker (PS)
- Alberto Di Chiara (* 1964), italienischer Fußballspieler

##### F
- Alberto Fernández Blanco (1955–1984), spanischer Radsportler
- Alberto Fernández de la Puebla (* 1984), spanischer Radsportler
- Alberto Fernández de Rosa (* 1944), argentinischer Schauspieler
- Alberto Fernández Sainz (* 1981), spanischer Radsportler
- Alberto Ángel Fernández (* 1959), argentinischer Politiker
- Alberto López Fernández (* 1969), spanischer Fußballspieler

##### G
- Alberto Galateo (1912–1961), argentinischer Fußballspieler
- Alberto García (* 1971), spanischer Langstreckenläufer
- Alberto García Aspe (* 1967), mexikanischer Fußballspieler
- Alberto García Martínez (* 1965), mexikanischer Fußballspieler
- Alberto Gilardino (* 1982), italienischer Fußballspieler
- Alberto da Giussano (12. Jh.), Führer des Lombardenbundes
- Alberto Gómez (1944–2020), uruguayischer Fußballspieler
- Alberto Gómez Franzutti (* 1950), argentinischer Fußballspieler
- Alberto Gonçalves da Costa (* 1980), indonesischer Fußballspieler, siehe Beto (Fußballspieler, 1980)
- Alberto González, Deckname von Ramiro Artieda (1889–1939), bolivianischer Serienmörder
- Alberto Mario González (1941–2023), argentinischer Fußballspieler
- Alberto Grassi (* 1995), italienischer Fußballspieler

##### M
- Alberto Malesani (* 1954), italienischer Fußballspieler und -trainer
- Alberto Manguel (* 1948), argentinischer Schriftsteller
- Alberto Martínez (1950–2009), uruguayischer Fußballspieler
- Alberto García Martínez (* 1965), mexikanischer Fußballspieler
- Alberto Michelotti (1930–2022), italienischer Fußballschiedsrichter

##### N
- Alberto Nogués († 1978), uruguayischer Fußballspieler

##### 0
- Alberto Orlando (* 1938), italienischer Fußballspieler

##### P
- Alberto Pagani (1938–2017), italienischer Motorradrennfahrer
- Alberto Paloschi (* 1990), italienischer Fußballspieler
- Ariel Alberto Panzer (* 1973), argentinischer Handballspieler, siehe Ariel Panzer
- Alberto Pincherle, eigentlicher Name von Alberto Moravia (1907–1990), italienischer Schriftsteller

##### R
- Alberto Rodríguez, Ringname Alberto Del Rio (* 1977), mexikanischer Wrestler
- Alberto Rodríguez Barrera (* 1974), mexikanischer Fußballspieler
- Alberto Rodríguez Hernández (* 1963), kubanischer Ringer
- Alberto Rodríguez Larreta (1934–1977), argentinischer Autorennfahrer
- Alberto Rodríguez Librero (* 1971), spanischer Regisseur
- Alberto Junior Rodríguez (* 1984), peruanischer Fußballspieler

##### S
- Alberto Santofimio Botero (* 1942), kolumbianischer Politiker
- Alberto Surra (* 2004), italienischer Motorradrennfahrer

##### T
- Alberto Tomba (* 1966), italienischer Skirennläufer

##### Z
- Alberto Zaccheroni (* 1953), italienischer Fußballtrainer

#### Albertus
- Albertus de Bezanis, Abt und Geschichtsschreiber
- Albertus Magnus (≈1200–1280), Heiliger, Kirchenlehrer, Philosoph und Naturwissenschaftler

### Im zweiten Namen
- Karl Albert (1798–1849), König von Sardinien-Piemont
- Guillermo Alberto González Mosquera (1941–2021), kolumbianischer Politiker

### Familienname

#### A
- A. Albert (* 19. Jahrhundert), französischer Rugbyspieler
- Abel Albert (1836–1909), französischer Botaniker
- Abraham Adrian Albert (1905–1972), US-amerikanischer Mathematiker
- Ada Rapoport-Albert (1945–2020), israelisch-britische Hochschullehrerin, Judaistin, Historikerin, Autorin
- Alexander Albert (* 1966), deutscher Herzchirurg und Wissenschaftler
- Alfred Albert (1810–1876), französischer Schauspieler, Grafiker, Kostüm- und Bühnenbildner
- Alois Albert (1880–1939), deutscher Politiker (BVP)
- Andreas Albert (1821–1882), deutscher Industrieller, Mitbegründer der Schnellpressenfabrik Albert & Hamm
- Andreas Albert (Dirigent) (1935–2019), deutscher Dirigent
- Antonie Albert (1854–1942), deutsche Kunstsammlerin
- Arthur Albert (* 1946), US-amerikanischer Kameramann
- Attila Albert (* 1972), ungarisch-deutscher Journalist, Coach und Autor
- August Albert (Techniker) (1854–1932), österreichischer Reproduktionstechniker
- August Albert (Philologe) (1881–nach 1954), deutscher Philologe
- August Albert (Chemiker) (1882–1951), deutscher Chemiker
- Auguste Albert, französischer Segler, Olympiateilnehmer 1900

#### B
- Barbara Albert (Chemikerin) (* 1966), deutsche Chemikerin
- Barbara Albert (Regisseurin) (* 1970), österreichische Filmregisseurin, Drehbuchautorin und Produzentin
- Bernd Albert (* 1940), deutscher Offizier
- Bernhard Albert (* 1962), deutscher Politikwissenschaftler, Zukunftsforscher und Unternehmensgründer
- Branden Albert (* 1984), US-amerikanischer American-Football-Spieler

#### C
- Carl Albert (1908–2000), US-amerikanischer Politiker
- Carl Albert (Musiker) (1962–1995), US-amerikanischer Rocksänger, siehe Vicious Rumors
- Carlos Albert Llorente (* 1943), mexikanischer Fußballspieler
- Caterina Albert i Paradís (1869–1966), spanische Autorin
- Charles Albert (Boxer), französischer Boxer
- Charles Albert (Kletterer), französischer Kletterer
- Charles Philippe d’Albert (1695–1758), französischer Adeliger und Memoirenschreiber
- Claudia Albert (* 1953), deutsche Literaturwissenschaftlerin

#### D
- Dag Albert (* 1969), schwedischer Reiter
- Delia Domingo-Albert (* 1942), philippinische Diplomatin und Politikerin
- Dietrich Albert (* 1941), deutscher Psychologe und Hochschullehrer
- Don Albert (Albert Anité Dominique; 1908–1980), US-amerikanischer Trompeter und Bandleader

#### E
- Eddie Albert (1906–2005), US-amerikanischer Schauspieler
- Eduard Albert (1841–1900), böhmischer Chirurg und Historiker
- Edward Albert (1951–2006), US-amerikanischer Schauspieler
- Ernst Albert (1859–1936), deutscher Schauspieler und Biologe
- Eromosele Albert (* 1974), nigerianischer Boxer
- Erwin Albert (* 1954), deutscher Fußballspieler und -trainer
- Eugen Albert (Chemiker) (1856–1929), deutscher Chemiker, Erfinder und Unternehmer
- Eugen d’Albert (1864–1932), deutscher Komponist und Pianist
- Eugen Albert (Sänger) (1876–nach 1920), deutscher Opernsänger (Tenor), Schauspieler und Regisseur

#### F
- Flórián Albert (1941–2011), ungarischer Fußballspieler
- François Albert-Buisson (1881–1961), französischer Richter, Manager und Politiker
- František Albert (1856–1923), tschechischer Philosoph und Schriftsteller
- Franz Albert (1931–2017), österreichischer Autorennfahrer
- Friedrich Albert (Politiker) (1805–1891), deutscher Jurist und Politiker
- Friedrich Albert (Mediziner) (* 1951), deutscher Neurochirurg
- Friedrich Georg Ernst Albert (1860–1944), deutscher Agrarwissenschaftler
- Friedrich Heinrich Leonhard Albert (1819–1864/1865), deutscher Jurist und Politiker
- Fritz Albert (1887/88–1938), deutscher Ingenieur, Unternehmer und Manager

#### G
- Georg Albert (Dirigent) (?–1904), deutscher Dirigent und Zitherspieler
- Georg Albert (Philosoph) (1869–1943), österreichischer Philosoph, Schriftsteller und Privatgelehrter
- Georges Albert (1885–?), französischer Fußballspieler
- Gerd-Elin Albert (* 1981), norwegische Handballspielerin
- Gina Albert (* 1938), deutsche Schauspielerin
- Günter Albert (* 1963), deutscher Fußballspieler
- Günther Albert (* 1931), deutscher Fußballspieler

#### H
- Hans Albert (Schauspieler) (1851–1912), deutscher Theaterschauspieler und -direktor
- Hans Albert (Konsul) (1872–?), deutscher Bankier und Konsul für das Königreich Norwegen
- Hans Albert (1921–2023), deutscher Philosoph und Soziologe
- Hans-Joachim von Albert (1927–2017), deutscher Jurist
- Heinrich Albert (Komponist) (1604–1651), deutscher Komponist und Kirchenlieddichter
- Heinrich Albert (Maler) (1766–1820), deutscher Porträt- und Miniaturmaler
- Heinrich Albert (Industrieller) (1835–1908), deutscher Chemiker und Industrieller
- Heinrich Albert (Politiker, 1838) (1838–1909), deutscher Politiker und Unternehmer, Abgeordneter im Greizer Landtag
- Heinrich Albert (Gitarrist) (1870–1950), deutscher Gitarrist und Komponist
- Heinrich Albert (Politiker, 1896) (1896–1971), deutscher Politiker (CDU)
- Heinrich Friedrich Albert (1874–1960), deutscher Jurist, Politiker und Manager
- Helmut Albert (Maler) (1916–2014), deutscher Maler und Grafiker
- Helmut Albert (* 1926), deutscher Fußballspieler
- Herbert Albert (1903–1973), deutscher Dirigent
- Hermann Albert (Politiker) (1887–1933), deutscher Politiker (SPD)
- Hermann Albert (Maler) (* 1937), deutscher Maler und Hochschullehrer

#### I
- Ilse Albert (* 1929), österreichische Schwimmerin
- Ion Albert (1910–1990), rumänischer Turner

#### J
- Jean Albert (1904–1976), französischer Karambolagespieler
- Jeff Albert (* 1970), US-amerikanischer Posaunist, Komponist und Hochschullehrer
- Jegbefumere Albert (* 1981), nigerianischer Boxer
- Jesse Albert (* 1984), deutscher Schauspieler
- John Albert (Journalist) (1912–1981), austroamerikanischer Journalist
- John Albert (Kanute) (* 1949), britischer Kanute
- John Albert (Eishockeyspieler) (* 1989), US-amerikanischer Eishockeyspieler
- Jodi Albert (* 1983), britische Schauspielerin und Sängerin
- Johann Ferdinand von Albert (1745–1839), deutscher Beamter
- Johann Friedrich Albert (Joannes Federicus Albert, Jean Fédéric Albert; 1720–1784) deutscher Philologe, Gymnasial-Rektor und Autor
- Johann Valentin Albert (1774–1856), deutscher Spielwarenhändler und Mechaniker
- Johannes Albert (1875–1954), deutsch-russischer römisch-katholischer Geistlicher und Märtyrer
- Josef Albert (1885–1961), österreichischer Generalmajor der Polizei und SA-Oberführer
- Joseph Albert (Fotograf) (1825–1886), deutscher Fotograf und Erfinder
- Joseph Albert (Redakteur) (1890–1957), deutscher Redakteur
- Joseph Albert (Volleyballspieler) (* 1961), kanadischer Volleyballspieler
- Joseph Jean-Baptiste Albert (1771–1822), französischer General
- Josué Albert (* 1992), französischer Fußballspieler
- Judith Albert (* 1969), schweizerische Künstlerin
- Julius Albert (1787–1846), deutscher Bergbeamter

#### K
- Karl Albert (Bildhauer) (1743–1819), deutscher Bildhauer
- Karl Albert (Grafiker) (1878–1952), österreichischer Grafiker und Sachbuchautor
- Karl Albert (Philosoph) (1921–2008), deutscher Philosoph
- Karsten Albert (* 1968), deutscher Rennrodler
- Katharina Klemt-Albert, deutsche Diplom-Ingenieurin auf dem Gebiet des Bauingenieurwesens
- Klaus Albert (* 1951), deutscher Fußballspieler
- Kurt Albert (Industrieller) (1881–1945), deutscher Chemiker und Industrieller
- Kurt Albert (Musiker) (* 1952), Schweizer Akkordeonspieler
- Kurt Albert (Bergsteiger) (1954–2010), deutscher Bergsteiger, Fotograf und Lehrer

#### L
- Lars Albert (* 1982), deutscher Zehnkämpfer
- Leonhard August Christian Albert (1785–1832), Senator und erster Stadtsekretär zu Hannover
- Lou Albert-Lasard (1885–1969), deutsch-französische Malerin
- Louis Albert (1898–1951), französischer Skispringer
- Ludwig Albert (1900–1955), deutscher Kriminalpolizist und Geheimdienstmitarbeiter

#### M
- Marcel Albert (* 1959), deutscher Ordensgeistlicher und Kirchenhistoriker
- Marko Albert (* 1979), estnischer Triathlet
- Martin Albert (Rat) (1642–1718), deutscher Beamter und Unternehmer
- Martin Albert (Politiker) (1909–1991), deutscher Politiker (SPD)
- Martin L. Albert (* 1939), US-amerikanischer Neurologe
- Martine Albert (* 1973), kanadische Biathletin
- Marvin H. Albert (1924–1996), US-amerikanischer Autor
- Matheus Albert, Schweizer Glockengießer
- Mathias Albert (* 1967), deutscher Politikwissenschaftler
- Max Albert (Musiker) (1833–1882), deutscher Zitherspieler, Gitarrist und Komponist
- Max Albert, Pseudonym von Hugo Eberlein (1887–1941), deutscher Politiker (SPD, USPD, KPD), MdL Preußen
- Max Albert (Schriftsteller) (1905–1976), deutscher Schriftsteller
- Maximilian Albert (1866–1903), deutsch-ghanaischer Geistlicher, Titularbischof von Adriana
- Mechthild Albert (* 1956), deutsche Romanistin
- Michael Albert (Schriftsteller) (1836–1893), siebenbürgischer Schriftsteller und Dichter
- Michael Albert (Aktivist) (* 1947), US-amerikanischer Autor und politischer Aktivist
- Michael Albert (Sänger) (* 1965), deutscher Sänger (Bass)
- Michel Albert (1930–2015), französischer Ökonom
- Morris Albert (* 1951), brasilianischer Sänger und Songschreiber

#### N
- Niels Albert (* 1986), belgischer Radsportler

#### O
- Octavia V. Rogers Albert, US-amerikanische Autorin
- Otto Albert (eigentlich Albert May; 1885–1951), deutscher Lehrer, Schriftsteller und Lyriker

#### P
- Paul Albert (Bischof) (1557–1600), deutscher Geistlicher, Bischof von Breslau
- Paul Albert (Philologe) (1827–1880), französischer Philologe
- Paul Albert (Radsportler) (1876–1903), deutscher Radrennfahrer
- Paul Albert, Pseudonym von Erich Schlenker (1904–1961), deutscher Kunsthistoriker, Schriftsteller, Redakteur und Fremdenverkehrsdirektor
- Peter Albert (Maler) (* 1936), deutscher Maler und Architekt
- Peter Albert  (Musiker) (1946–2001), deutscher Schlagersänger, Komponist und Texter
- Peter Paul Albert (1862–1956), deutscher Historiker und Archivar
- Philipp Albert (* 1990), deutscher Fußballspieler
- Philippe Albert (* 1967), belgischer Fußballspieler
- Pierre Albert-Birot (1876–1967), französischer Lyriker und Autor

#### R
- Rafael Albert (* 1992), österreichischer Schauspieler, Sänger und Synchronsprecher
- Rainer Albert (* 1949), deutscher Numismatiker
- Reinhold Albert (* 1953), deutscher Heimatforscher und Heimatpfleger
- Réka Albert (* 1972), rumänische Biophysikerin und Netzwerktheoretikerin
- Richard Albert (Hockeyspieler) (* 1963), kanadischer Hockeyspieler
- Richard Albert (* 1983), deutscher Filmkomponist, Musiker und Songwriter
- Robert Albert (1869–1952), deutscher Forstwissenschaftler
- Robert Albert (Redakteur) (1877–1933), deutscher Redakteur und Manager
- Rudolf Albert (Fabrikant) (?–1964), deutscher Geschäftsmann und Fabrikant
- Rudolf Albert (1899–1975), deutscher Schriftsteller

#### S
- Samantha Albert (* 1971), jamaikanische Reiterin
- Sebastian Albert (* 1987), deutscher Fußballspieler
- Shari Albert (* 1971), US-amerikanische Schauspielerin
- Simon Albert (1889–1986), deutscher Ziegler und Heimatschriftsteller
- Stefan Albert (* 1959), österreichischer Komponist und Lehrer
- Stephen Albert (1941–1992), US-amerikanischer Komponist
- Steven Moebius Albert, deutscher Trance-DJ und Musikproduzent, siehe Kyau & Albert
- Susan Wittig Albert (* 1940), US-amerikanische Schriftstellerin

#### T
- Theodor Albert (Friedrich Wilhelm Ferdinand Theodor Albert; 1822–1867), deutscher Maler und Grafiker
- Thomas Albert (* 1953), deutscher Violinist, Dirigent, Intendant und Hochschullehrer
- Tótila Albert Schneider (1892–1967), chilenischer Bildhauer und Dichter

#### U
- Ulf Albert (* 1964), deutscher Filmeditor

#### V
- Veronika Albert (* 1978), österreichische Kostümbildnerin

#### W
- Walter Albert (1870–1936), deutscher Gynäkologe
- Werner Albert (1901–1980), deutscher Ingenieur
- Werner Andreas Albert (1935–2019), deutscher Dirigent
- Wilhelm Albert (Pädagoge) (1890–1981), deutscher Lehrer und Schriftsteller
- Wilhelm Albert (SS-Mitglied) (Karl Wilhelm Albert; 1898–1960), deutscher SS-Brigadeführer und Generalmajor der Polizei
- Wilhelm Albert (Förster) (1900–1969), deutscher Forstbeamter
- Wilhelm August Julius Albert (1787–1846), deutscher Bergbeamter und Erfinder, siehe Julius Albert
- Wilhelm Diedrich Albert (1799–1878), deutscher Geistlicher
- William Albert (1816–1879), US-amerikanischer Politiker (Maryland)
- Wolfgang Albert (* 1950), deutscher Arzt
- Wolfgang Fritsch-Albert (* 1946), deutscher Industriemanager